# Phragmogloeum gaubae
Phragmogloeum gaubae är en svampart som beskrevs av Petr. 1954. Phragmogloeum gaubae ingår i släktet Phragmogloeum, divisionen sporsäcksvampar och riket svampar.   Inga underarter finns listade i Catalogue of Life.